# فهرست کشورها بر پایه دارایی به‌ازای هر بزرگسال

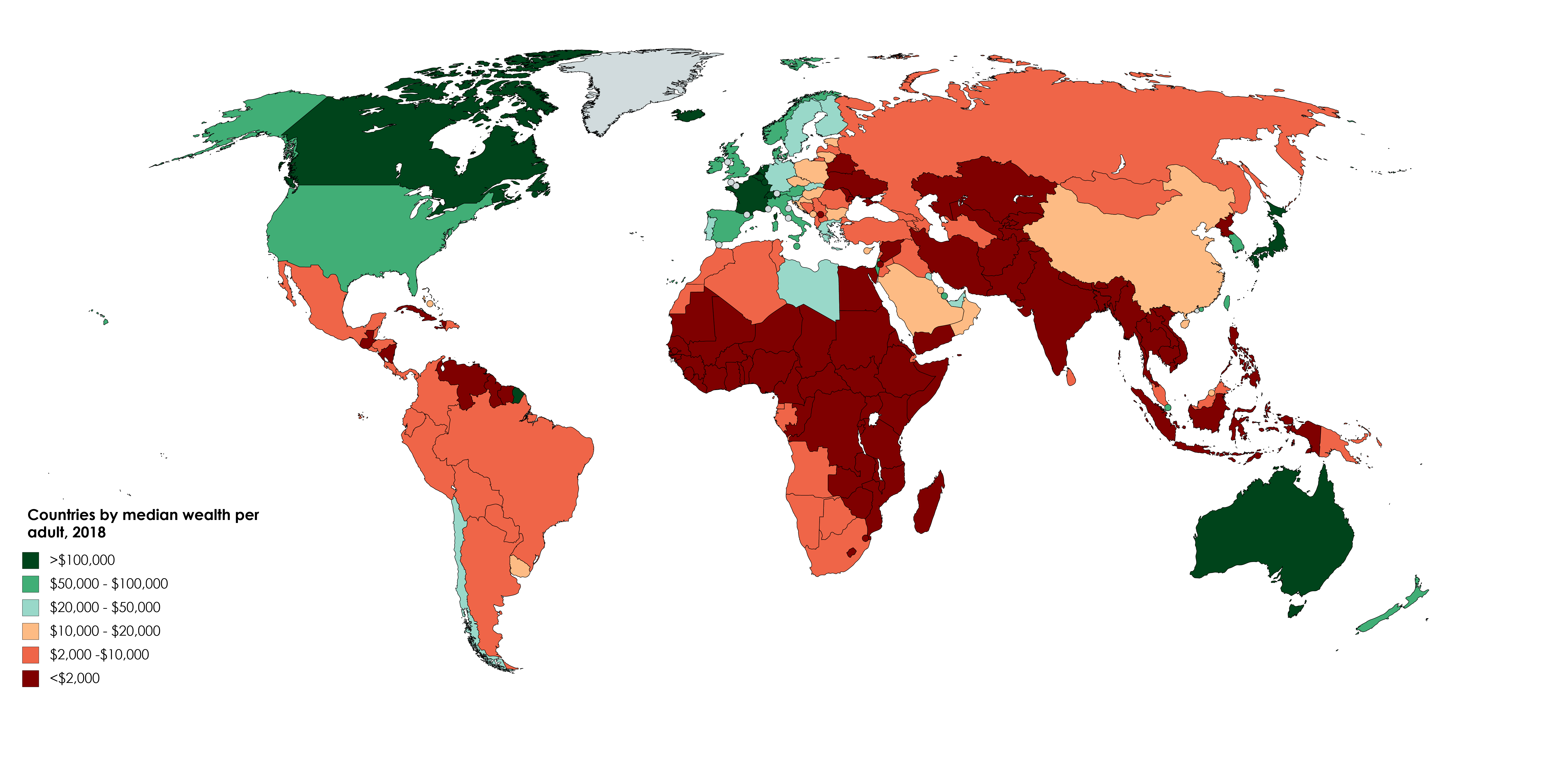
فهرست کشورها بر پایه میانه دارایی به‌ازای هر بزرگسال (۲۰۱۸)

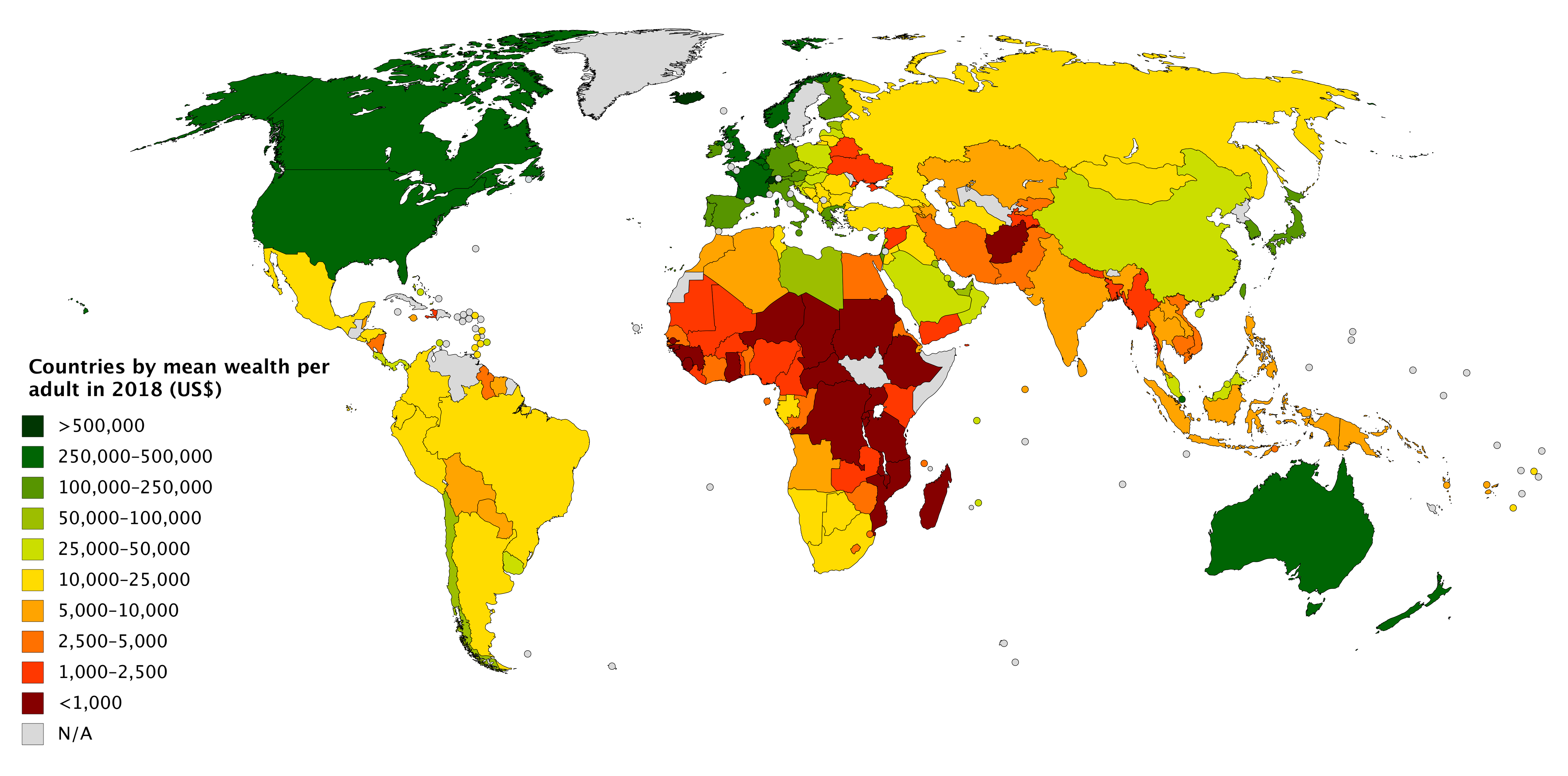
فهرست کشورها بر پایه میانگین دارایی به‌ازای هر بزرگسال (۲۰۱۸)

این فهرستی از کشورهای جهان براساس دارایی به‌ازای هر بزرگسال است که سالانه در پایگاه اطلاعات جهانی ثروت کردیت سوئیس منتشر می‌شود که شامل هم دارایی‌های مالی و هم غیرمالی است. در جدول زیر میانگین دارایی و میانه دارایی برای هر فرد بزرگسال گزارش شده‌است و مرتب‌سازی بر پایه میانه دارایی صورت گرفته‌است.
| رتبه در کل | کشور                   | میانه دارایی هر بزرگسال. دلار آمریکا | میانگین دارایی هر بزرگسال. دلار آمریکا | نسبت میانه به میانگین (٪) | شمار بزرگسالان (هزار) |
| ---------- | ---------------------- | ------------------------------------ | -------------------------------------- | ------------------------- | --------------------- |
| ۱          | ایسلند                 | ۲۰۳٬۸۴۷                              | ۵۵۵٬۷۲۶                                | ۳۶٫۶۸                     | ۲۴۸                   |
| ۲          | استرالیا               | ۱۹۱٬۴۵۳                              | ۴۱۱٬۰۶۰                                | ۴۶٫۵۸                     | ۱۸٬۴۳۳                |
| ۳          | سوئیس                  | ۱۸۳٬۳۳۹                              | ۵۳۰٬۲۴۴                                | ۳۴٫۵۸                     | ۶٬۸۱۱                 |
| ۴          | لوکزامبورگ             | ۱۶۴٬۲۸۴                              | ۴۱۲٬۱۲۷                                | ۳۹٫۸۶                     | ۴۵۶                   |
| ۵          | بلژیک                  | ۱۶۳٬۴۲۹                              | ۳۱۳٬۰۴۵                                | ۵۲٫۲۱                     | ۸٬۸۶۹                 |
| ۶          | هلند                   | ۱۱۴٬۹۳۵                              | ۲۵۳٬۲۰۵                                | ۴۵٫۳۹                     | ۱۳٬۲۶۰                |
| ۷          | فرانسه                 | ۱۰۶٬۸۲۷                              | ۲۸۰٬۵۸۰                                | ۳۸٫۰۷                     | ۴۹٬۴۷۸                |
| ۸          | کانادا                 | ۱۰۶٬۳۴۲                              | ۲۸۸٬۲۶۳                                | ۳۶٫۸۹                     | ۲۸٬۸۵۸                |
| ۹          | ژاپن                   | ۱۰۳٬۸۶۱                              | ۲۲۷٬۲۳۵                                | ۴۵٫۷۱                     | ۱۰۵٬۱۰۸               |
| ۱۰         | نیوزیلند               | ۹۸٬۶۱۳                               | ۲۸۹٬۷۹۸                                | ۳۴٫۰۳                     | ۳٬۴۸۶                 |
| ۱۱         | بریتانیا               | ۹۷٬۱۶۹                               | ۲۷۹٬۰۴۸                                | ۳۴٫۸۲                     | ۵۰٬۹۱۹                |
| ۱۲         | سنگاپور                | ۹۱٬۶۵۶                               | ۲۸۳٬۱۱۸                                | ۳۲٫۳۷                     | ۴٬۵۵۲                 |
| ۱۳         | اسپانیا                | ۸۷٬۱۸۸                               | ۱۹۱٬۱۷۷                                | ۴۵٫۶۱                     | ۳۷٬۴۱۰                |
| ۱۴         | نروژ                   | ۸۰٬۰۵۴                               | ۲۹۱٬۱۰۳                                | ۲۷٫۵۰                     | ۴٬۰۵۷                 |
| ۱۵         | ایتالیا                | ۷۹٬۲۳۹                               | ۲۱۷٬۷۸۷                                | ۳۶٫۳۸                     | ۴۸٬۵۲۷                |
| ۱۶         | تایوان                 | ۷۸٬۱۷۷                               | ۲۱۲٬۳۷۵                                | ۳۶٫۸۱                     | ۱۹٬۱۳۹                |
| ۱۷         | مالت                   | ۷۶٬۱۱۶                               | ۱۴۰٬۶۲۹                                | ۵۴٫۱۳                     | ۳۴۷                   |
| ۱۸         | ایرلند                 | ۷۲٬۴۷۳                               | ۲۳۲٬۹۵۲                                | ۳۱٫۱۱                     | ۳٬۴۶۰                 |
| ۱۹         | اتریش                  | ۷۰٬۰۷۴                               | ۲۳۱٬۳۶۸                                | ۳۰٫۲۹                     | ۷٬۰۷۵                 |
| ۲۰         | کره جنوبی              | ۶۵٬۴۶۳                               | ۱۷۱٬۷۳۹                                | ۳۸٫۱۲                     | ۴۱٬۳۸۱                |
| ۲۱         | ایالات متحده آمریکا    | ۶۱٬۶۶۷                               | ۴۰۳٬۹۷۴                                | ۱۵٫۲۷                     | ۲۴۲٬۹۷۲               |
| ۲۲         | دانمارک                | ۶۰٬۹۹۹                               | ۲۸۶٬۷۱۲                                | ۲۱٫۲۸                     | ۴٬۴۵۰                 |
| ۲۳         | قطر                    | ۵۹٬۹۷۸                               | ۱۲۱٬۶۳۸                                | ۴۹٫۳۱                     | ۲٬۱۷۷                 |
| ۲۴         | هنگ کنگ                | ۵۸٬۹۰۵                               | ۲۴۴٬۶۷۲                                | ۲۴٫۰۸                     | ۶٬۲۲۴                 |
| ۲۵         | اسرائیل                | ۵۴٬۹۶۶                               | ۱۷۴٬۱۲۹                                | ۳۱٫۵۷                     | ۵٬۴۰۵                 |
| ۲۶         | فنلاند                 | ۴۵٬۶۰۶                               | ۱۶۱٬۰۶۲                                | ۲۸٫۳۲                     | ۴٬۳۲۷                 |
| ۲۷         | یونان                  | ۴۰٬۷۸۹                               | ۱۰۸٬۱۲۷                                | ۳۷٫۷۲                     | ۹٬۰۱۹                 |
| ۲۸         | سوئد                   | ۳۹٬۷۰۹                               | ۲۴۹٬۷۶۵                                | ۱۵٫۹۰                     | ۷٬۶۸۹                 |
| ۲۹         | آلمان                  | ۳۵٬۱۶۹                               | ۲۱۴٬۸۹۳                                | ۱۶٫۳۷                     | ۶۷٬۴۷۰                |
| ۳۰         | اسلوونی                | ۳۴٬۰۴۳                               | ۷۹٬۰۹۷                                 | ۴۳٫۰۴                     | ۱٬۶۷۶                 |
| ۳۱         | پرتغال                 | ۳۱٬۳۱۳                               | ۱۰۹٬۳۶۲                                | ۲۸٫۶۳                     | ۸٬۳۷۷                 |
| ۳۲         | لیبی                   | ۲۶٬۹۳۹                               | ۶۱٬۷۰۱                                 | ۴۳٫۶۶                     | ۴٬۰۸۵                 |
| ۳۳         | کویت                   | ۲۶٬۲۷۸                               | ۹۱٬۳۷۴                                 | ۲۸٫۷۶                     | ۳٬۰۴۵                 |
| ۳۴         | امارات متحدهٔ عربی      | ۲۵٬۲۶۷                               | ۸۸٬۱۷۳                                 | ۲۸٫۶۶                     | ۷٬۷۵۲                 |
| ۳۵         | شیلی                   | ۲۳٬۸۱۲                               | ۶۲٬۲۲۲                                 | ۳۸٫۲۷                     | ۱۳٬۱۶۶                |
| ۳۶         | سیشل                   | ۲۱٬۳۴۹                               | ۴۸٬۶۵۲                                 | ۴۳٫۸۸                     | ۶۸                    |
| ۳۷         | اسلواکی                | ۲۱٬۲۰۳                               | ۳۴٬۷۸۱                                 | ۶۰٫۹۶                     | ۴٬۳۳۹                 |
| ۳۸         | استونی                 | ۱۸٬۸۹۵                               | ۵۷٬۸۰۶                                 | ۳۲٫۶۹                     | ۱٬۰۳۴                 |
| ۳۹         | کرواسی                 | ۱۷٬۱۳۱                               | ۳۵٬۹۵۱                                 | ۴۷٫۶۵                     | ۳٬۳۴۲                 |
| ۴۰         | چک                     | ۱۷٬۰۱۸                               | ۶۱٬۴۸۹                                 | ۲۷٫۶۸                     | ۸٬۵۲۹                 |
| ۴۱         | موریس                  | ۱۶٬۴۷۲                               | ۳۵٬۶۶۸                                 | ۴۶٫۱۸                     | ۹۴۳                   |
| ۴۲         | چین                    | ۱۶٬۳۳۳                               | ۴۷٬۸۱۰                                 | ۳۴٫۱۶                     | ۱٬۰۸۵٬۰۰۳             |
| ۴۳         | مجارستان               | ۱۵٬۰۲۶                               | ۳۷٬۵۹۴                                 | ۳۹٫۹۷                     | ۷٬۸۲۶                 |
| ۴۴         | آروبا                  | ۱۴٬۹۰۱                               | ۴۵٬۶۱۲                                 | ۳۲٫۶۷                     | ۷۹                    |
| ۴۵         | عمان                   | ۱۴٬۳۰۴                               | ۴۱٬۸۰۴                                 | ۳۴٫۲۲                     | ۳٬۴۵۰                 |
| ۴۶         | برونئی                 | ۱۴٬۱۵۴                               | ۴۲٬۹۲۵                                 | ۳۲٫۹۷                     | ۲۹۸                   |
| ۴۷         | بحرین                  | ۱۳٬۳۸۵                               | ۳۸٬۸۸۲                                 | ۳۴٫۴۲                     | ۱٬۱۵۳                 |
| ۴۸         | عربستان سعودی          | ۱۲٬۸۴۷                               | ۴۳٬۱۷۴                                 | ۲۹٫۷۶                     | ۲۲٬۶۲۹                |
| ۴۹         | اروگوئه                | ۱۲٬۵۵۶                               | ۳۹٬۱۹۴                                 | ۳۲٫۰۴                     | ۲٬۴۸۴                 |
| ۵۰         | مونته‌نگرو              | ۱۲٬۰۶۰                               | ۲۴٬۷۴۶                                 | ۴۸٫۷۴                     | ۴۷۵                   |
| ۵۱         | باهاما                 | ۱۱٬۳۸۵                               | ۴۷٬۸۲۲                                 | ۲۳٫۸۱                     | ۲۸۸                   |
| ۵۲         | لیتوانی                | ۱۱٬۱۶۱                               | ۲۴٬۶۰۰                                 | ۴۵٫۳۷                     | ۲٬۳۰۶                 |
| ۵۳         | بلغارستان              | ۱۱٬۰۱۳                               | ۲۳٬۹۸۴                                 | ۴۵٫۹۲                     | ۵٬۷۵۲                 |
| ۵۴         | لهستان                 | ۱۰٬۵۷۲                               | ۳۱٬۷۹۴                                 | ۳۳٫۲۵                     | ۳۰٬۶۲۶                |
| ۵۵         | قبرس                   | ۱۰٬۳۸۴                               | ۱۰۰٬۳۰۸                                | ۱۰٫۳۵                     | ۹۰۹                   |
| ۵۶         | کاستاریکا              | ۹٬۸۱۳                                | ۳۱٬۷۱۷                                 | ۳۰٫۹۴                     | ۳٬۴۹۰                 |
| ۵۷         | باربادوس               | ۸٬۵۲۲                                | ۲۸٬۷۶۲                                 | ۲۹٫۶۳                     | ۲۱۳                   |
| ۵۸         | پاناما                 | ۸٬۳۵۸                                | ۲۸٬۸۹۷                                 | ۲۸٫۹۲                     | ۲٬۶۵۵                 |
| ۵۹         | آلبانی                 | ۸٬۱۵۷                                | ۱۶٬۹۵۷                                 | ۴۸٫۱۰                     | ۲٬۲۰۱                 |
| ۶۰         | لتونی                  | ۷٬۵۴۰                                | ۳۳٬۹۵۸                                 | ۲۲٫۲۰                     | ۱٬۵۵۷                 |
| ۶۱         | گرجستان                | ۷٬۰۷۸                                | ۱۶٬۷۲۵                                 | ۴۲٫۳۲                     | ۲٬۹۴۰                 |
| ۶۲         | مالزی                  | ۷٬۰۰۰                                | ۲۷٬۹۷۰                                 | ۲۵٫۰۳                     | ۲۱٬۳۷۲                |
| ۶۳         | گابن                   | ۶٬۹۷۳                                | ۱۶٬۳۴۲                                 | ۴۲٫۶۷                     | ۱٬۱۲۴                 |
| ۶۴         | تونگا                  | ۶٬۷۹۶                                | ۱۵٬۲۵۵                                 | ۴۴٫۵۵                     | ۵۸                    |
| ۶۵         | بوسنی و هرزگوین        | ۶٬۷۶۲                                | ۱۴٬۱۱۰                                 | ۴۷٫۹۲                     | ۲٬۸۰۵                 |
| ۶۶         | آفریقای جنوبی          | ۶٬۷۲۶                                | ۲۲٬۱۹۱                                 | ۳۰٫۳۱                     | ۳۵٬۴۳۴                |
| ۶۷         | رومانی                 | ۶٬۶۵۸                                | ۲۰٬۳۲۱                                 | ۳۲٫۷۶                     | ۱۵٬۵۸۲                |
| ۶۸         | ساموآ                  | ۶٬۵۱۶                                | ۱۸٬۱۵۴                                 | ۳۵٫۸۹                     | ۱۰۵                   |
| ۶۹         | عراق                   | ۶٬۵۱۵                                | ۱۴٬۱۹۲                                 | ۴۵٫۹۱                     | ۱۹٬۱۶۰                |
| ۷۰         | تونس                   | ۶٬۲۲۶                                | ۱۴٬۹۳۲                                 | ۴۱٫۷۰                     | ۸٬۰۱۴                 |
| ۷۱         | پرو                    | ۶٬۰۳۶                                | ۲۲٬۵۰۸                                 | ۲۶٫۸۲                     | ۲۰٬۷۶۶                |
| ۷۲         | مکزیک                  | ۵٬۷۸۴                                | ۲۰٬۶۲۰                                 | ۲۸٫۰۵                     | ۸۳٬۸۵۰                |
| ۷۳         | اردن                   | ۵٬۷۴۵                                | ۱۳٬۳۲۸                                 | ۴۳٫۱۰                     | ۵٬۳۷۱                 |
| ۷۴         | مقدونیه شمالی          | ۵٬۶۴۰                                | ۱۲٬۵۵۱                                 | ۴۴٫۹۴                     | ۱٬۶۱۲                 |
| ۷۵         | دومینیکا               | ۵٬۵۴۸                                | ۲۳٬۹۳۷                                 | ۲۳٫۱۸                     | ۵۴                    |
| ۷۶         | ترینیداد و توباگو      | ۵٬۰۷۶                                | ۱۵٬۷۱۹                                 | ۳۲٫۲۹                     | ۱٬۰۰۲                 |
| ۷۷         | کلمبیا                 | ۴٬۹۳۷                                | ۱۸٬۲۳۹                                 | ۲۷٫۰۷                     | ۳۳٬۷۵۱                |
| ۷۸         | صربستان                | ۴٬۹۰۳                                | ۱۰٬۷۴۳                                 | ۴۵٫۶۴                     | ۶٬۸۰۹                 |
| ۷۹         | ترکمنستان              | ۴٬۸۲۴                                | ۱۰٬۴۴۶                                 | ۴۶٫۱۸                     | ۳٬۵۴۸                 |
| ۸۰         | آنتیگوآ و باربودا      | ۴٬۷۱۲                                | ۱۹٬۴۹۷                                 | ۲۴٫۱۷                     | ۷۰                    |
| ۸۱         | السالوادور             | ۴٬۶۱۶                                | ۱۵٬۲۱۹                                 | ۳۰٫۳۳                     | ۴٬۰۲۴                 |
| ۸۲         | مغولستان               | ۴٬۶۱۶                                | ۱۰٬۲۹۵                                 | ۴۴٫۸۴                     | ۱٬۹۶۰                 |
| ۸۳         | برزیل                  | ۴٬۲۶۳                                | ۱۶٬۶۶۴                                 | ۲۵٫۵۸                     | ۱۴۷٬۸۳۶               |
| ۸۴         | نامیبیا                | ۳٬۹۴۴                                | ۱۱٬۷۰۴                                 | ۳۳٫۷۰                     | ۱٬۳۵۶                 |
| ۸۵         | لبنان                  | ۳٬۹۳۲                                | ۳۳٬۷۲۶                                 | ۱۱٫۶۶                     | ۴٬۱۶۲                 |
| ۸۶         | جزایر سلیمان           | ۳٬۸۳۵                                | ۹٬۰۳۵                                  | ۴۲٫۴۵                     | ۳۱۲                   |
| ۸۷         | گرنادا                 | ۳٬۷۰۴                                | ۱۶٬۰۸۱                                 | ۲۳٫۰۳                     | ۷۱                    |
| ۸۸         | بوتسوانا               | ۳٬۶۵۲                                | ۱۰٬۷۹۳                                 | ۳۳٫۸۴                     | ۱٬۳۷۵                 |
| ۸۹         | سنت لوسیا              | ۳٬۵۲۵                                | ۱۱٬۱۴۶                                 | ۳۱٫۶۳                     | ۱۳۱                   |
| ۹۰         | آذربایجان              | ۳٬۴۱۰                                | ۷٬۵۳۰                                  | ۴۵٫۲۹                     | ۶٬۹۱۵                 |
| ۹۱         | ارمنستان               | ۳٬۳۹۱                                | ۷٬۵۸۳                                  | ۴۴٫۷۲                     | ۲٬۱۷۵                 |
| ۹۲         | فیجی                   | ۳٬۲۵۴                                | ۸٬۰۳۱                                  | ۴۰٫۵۲                     | ۵۷۴                   |
| ۹۳         | اکوادور                | ۳٬۲۱۱                                | ۱۱٬۰۶۸                                 | ۲۹٫۰۱                     | ۱۰٬۵۰۷                |
| ۹۴         | آرژانتین               | ۳٬۱۷۶                                | ۱۱٬۵۳۰                                 | ۲۷٫۵۵                     | ۲۹٬۹۵۳                |
| ۹۵         | الجزایر                | ۳٬۱۷۵                                | ۹٬۰۷۷                                  | ۳۴٫۹۸                     | ۲۶٬۵۶۵                |
| ۹۶         | آنگولا                 | ۳٬۱۷۵                                | ۷٬۹۲۱                                  | ۴۰٫۰۸                     | ۱۲٬۹۳۴                |
| ۹۷         | گینه استوایی           | ۳٬۰۵۷                                | ۹٬۳۹۸                                  | ۳۲٫۵۳                     | ۶۹۵                   |
| ۹۸         | هندوراس                | ۲٬۸۸۷                                | ۱۰٬۶۷۵                                 | ۲۷٫۰۴                     | ۵٬۴۱۷                 |
| ۹۹         | روسیه                  | ۲٬۷۳۹                                | ۱۹٬۹۹۷                                 | ۱۳٫۷۰                     | ۱۱۲٬۰۳۹               |
| ۱۰۰        | مالدیو                 | ۲٬۷۰۲                                | ۶٬۸۰۸                                  | ۳۹٫۶۹                     | ۳۰۸                   |
| ۱۰۱        | ترکیه                  | ۲٬۶۷۷                                | ۱۸٬۵۵۵                                 | ۱۴٫۴۳                     | ۵۴٬۴۱۱                |
| ۱۰۲        | پاراگوئه               | ۲٬۵۸۹                                | ۹٬۰۷۵                                  | ۲۸٫۵۳                     | ۴٬۱۸۱                 |
| ۱۰۳        | سنت وینسنت و گرنادین‌ها | ۲٬۵۴۷                                | ۱۰٬۸۸۲                                 | ۲۳٫۴۱                     | ۷۵                    |
| ۱۰۴        | جامائیکا               | ۲٬۵۰۷                                | ۸٬۹۲۴                                  | ۲۸٫۰۹                     | ۱٬۹۸۳                 |
| ۱۰۵        | مراکش                  | ۲٬۴۲۶                                | ۹٬۳۰۵                                  | ۲۶٫۰۷                     | ۲۳٬۲۱۸                |
| ۱۰۶        | سری‌لانکا               | ۲٬۴۱۵                                | ۵٬۷۵۸                                  | ۴۱٫۹۴                     | ۱۴٬۳۱۱                |
| ۱۰۷        | وانواتو                | ۲٬۳۴۶                                | ۵٬۳۵۵                                  | ۴۳٫۸۱                     | ۱۵۲                   |
| ۱۰۸        | بلیز                   | ۲٬۲۹۸                                | ۸٬۹۶۱                                  | ۲۵٫۶۴                     | ۲۲۱                   |
| ۱۰۹        | جیبوتی                 | ۲٬۱۲۳                                | ۵٬۳۸۹                                  | ۳۹٫۴۰                     | ۵۶۹                   |
| ۱۱۰        | پاپوآ گینهٔ نو          | ۲٬۱۱۷                                | ۶٬۲۵۴                                  | ۳۳٫۸۵                     | ۴٬۴۸۸                 |
| ۱۱۱        | بولیوی                 | ۲٬۱۱۱                                | ۷٬۳۰۶                                  | ۲۸٫۸۹                     | ۶٬۵۳۰                 |
| ۱۱۲        | فیلیپین                | ۱٬۹۱۵                                | ۸٬۳۴۹                                  | ۲۲٫۹۴                     | ۶۲٬۰۴۳                |
| ۱۱۳        | ایران                  | ۱٬۸۹۹                                | ۴٬۷۷۹                                  | ۳۹٫۷۴                     | ۵۷٬۰۱۸                |
| ۱۱۴        | ویتنام                 | ۱٬۸۰۶                                | ۴٬۵۶۰                                  | ۳۹٫۶۱                     | ۶۷٬۳۰۰                |
| ۱۱۵        | قرقیزستان              | ۱٬۷۹۷                                | ۴٬۲۰۰                                  | ۴۲٫۷۹                     | ۳٬۶۶۸                 |
| ۱۱۶        | پاکستان                | ۱٬۷۱۱                                | ۳٬۸۱۶                                  | ۴۴٫۸۴                     | ۱۱۰٬۶۲۵               |
| ۱۱۷        | اندونزی                | ۱٬۵۹۷                                | ۸٬۹۱۹                                  | ۱۷٫۹۱                     | ۱۷۰٬۲۲۱               |
| ۱۱۸        | لائوس                  | ۱٬۵۶۷                                | ۵٬۲۱۵                                  | ۳۰٫۰۵                     | ۳٬۹۴۶                 |
| ۱۱۹        | اریتره                 | ۱٬۴۹۹                                | ۳٬۴۱۲                                  | ۴۳٫۹۳                     | ۲٬۴۶۲                 |
| ۱۲۰        | گویان                  | ۱٬۴۵۴                                | ۴٬۶۲۰                                  | ۳۱٫۴۷                     | ۴۷۵                   |
| ۱۲۱        | اسواتینی               | ۱٬۳۸۸                                | ۴٬۲۱۹                                  | ۳۲٫۹۰                     | ۷۱۹                   |
| ۱۲۲        | کامبوج                 | ۱٬۳۶۵                                | ۳٬۴۰۴                                  | ۴۰٫۱۰                     | ۹٬۵۹۸                 |
| ۱۲۳        | زیمبابوه               | ۱٬۳۱۷                                | ۳٬۲۱۶                                  | ۴۰٫۹۵                     | ۸٬۱۰۳                 |
| ۱۲۴        | سائوتومه و پرنسیپ      | ۱٬۳۱۱                                | ۲٬۹۸۷                                  | ۴۳٫۸۹                     | ۹۶                    |
| ۱۲۵        | تیمور شرقی             | ۱٬۳۰۳                                | ۲٬۵۱۳                                  | ۵۱٫۸۵                     | ۵۸۴                   |
| ۱۲۶        | هند                    | ۱٬۲۸۹                                | ۷٬۰۲۴                                  | ۱۸٫۳۵                     | ۸۵۰٬۲۱۰               |
| ۱۲۷        | سنگال                  | ۱٬۲۷۰                                | ۳٬۰۷۷                                  | ۴۱٫۲۷                     | ۷٬۵۲۵                 |
| ۱۲۸        | بنین                   | ۱٬۲۳۷                                | ۲٬۹۷۲                                  | ۴۱٫۶۲                     | ۵٬۳۰۰                 |
| ۱۲۹        | جمهوری کنگو            | ۱٬۲۱۹                                | ۳٬۳۶۱                                  | ۳۶٫۲۷                     | ۲٬۵۴۶                 |
| ۱۳۰        | سورینام                | ۱٬۱۴۷                                | ۵٬۱۹۸                                  | ۲۲٫۰۷                     | ۳۶۸                   |
| ۱۳۱        | ساحل عاج               | ۱٬۱۱۹                                | ۲٬۹۵۸                                  | ۳۷٫۸۳                     | ۱۱٬۵۰۱                |
| ۱۳۲        | تایلند                 | ۱٬۰۸۵                                | ۹٬۹۶۹                                  | ۱۰٫۸۸                     | ۵۲٬۶۳۹                |
| ۱۳۳        | نیکاراگوئه             | ۱٬۰۵۴                                | ۳٬۷۲۱                                  | ۲۸٫۳۳                     | ۳٬۸۵۸                 |
| ۱۳۴        | بنگلادش                | ۱٬۰۰۶                                | ۲٬۳۳۲                                  | ۴۳٫۱۴                     | ۱۰۲٬۷۹۳               |
| ۱۳۵        | کومور                  | ۹۷۱                                  | ۲٬۷۲۹                                  | ۳۵٫۵۸                     | ۴۱۲                   |
| ۱۳۶        | توگو                   | ۹۱۷                                  | ۲٬۳۲۴                                  | ۳۹٫۴۶                     | ۳٬۸۰۰                 |
| ۱۳۷        | کامرون                 | ۸۹۷                                  | ۲٬۲۸۲                                  | ۳۹٫۳۱                     | ۱۱٬۴۱۳                |
| ۱۳۸        | کنیا                   | ۸۸۰                                  | ۲٬۳۰۶                                  | ۳۸٫۱۶                     | ۲۴٬۵۴۶                |
| ۱۳۹        | لسوتو                  | ۸۵۷                                  | ۲٬۶۴۰                                  | ۳۲٫۴۶                     | ۱٬۲۰۸                 |
| ۱۴۰        | نپال                   | ۸۳۴                                  | ۲٬۰۵۴                                  | ۴۰٫۶۰                     | ۱۷٬۱۵۰                |
| ۱۴۱        | موریتانی               | ۷۶۴                                  | ۱٬۷۵۶                                  | ۴۳٫۵۱                     | ۲٬۲۳۹                 |
| ۱۴۲        | بلاروس                 | ۷۴۰                                  | ۱٬۵۱۴                                  | ۴۸٫۸۸                     | ۷٬۴۲۷                 |
| ۱۴۳        | میانمار                | ۷۳۹                                  | ۱٬۵۱۵                                  | ۴۸٫۷۸                     | ۳۴٬۳۳۴                |
| ۱۴۴        | هائیتی                 | ۶۱۹                                  | ۲٬۴۷۲                                  | ۲۵٫۰۴                     | ۶٬۳۰۰                 |
| ۱۴۵        | تاجیکستان              | ۶۱۸                                  | ۱٬۳۶۴                                  | ۴۵٫۳۱                     | ۴٬۹۹۵                 |
| ۱۴۶        | یمن                    | ۵۹۴                                  | ۱٬۹۶۷                                  | ۳۰٫۲۰                     | ۱۴٬۱۲۲                |
| ۱۴۷        | بورکینافاسو            | ۵۶۹                                  | ۱٬۳۱۷                                  | ۴۳٫۲۰                     | ۸٬۵۷۱                 |
| ۱۴۸        | سوریه                  | ۵۰۰                                  | ۱٬۱۹۰                                  | ۴۲٫۰۲                     | ۹٬۴۷۷                 |
| ۱۴۹        | مالی                   | ۴۶۸                                  | ۱٬۰۹۴                                  | ۴۲٫۷۸                     | ۷٬۸۳۴                 |
| ۱۵۰        | لیبریا                 | ۴۱۰                                  | ۱٬۰۱۵                                  | ۴۰٫۳۹                     | ۲٬۲۷۹                 |
| ۱۵۱        | غنا                    | ۳۹۸                                  | ۹۳۴                                    | ۴۲٫۶۱                     | ۱۴٬۹۷۲                |
| ۱۵۲        | زامبیا                 | ۳۹۰                                  | ۱٬۱۹۷                                  | ۳۲٫۵۸                     | ۷٬۶۴۱                 |
| ۱۵۳        | تانزانیا               | ۳۸۳                                  | ۸۶۵                                    | ۴۴٫۲۸                     | ۲۵٬۹۴۴                |
| ۱۵۴        | نیجر                   | ۳۷۹                                  | ۸۶۳                                    | ۴۳٫۹۲                     | ۸٬۵۷۹                 |
| ۱۵۵        | مصر                    | ۳۴۶                                  | ۳٬۷۱۷                                  | ۹٫۳۱                      | ۵۷٬۱۶۰                |
| ۱۵۶        | آفریقای مرکزی          | ۳۳۲                                  | ۹۶۰                                    | ۳۴٫۵۸                     | ۲٬۱۳۲                 |
| ۱۵۷        | گامبیا                 | ۳۲۷                                  | ۸۸۹                                    | ۳۶٫۷۸                     | ۹۳۶                   |
| ۱۵۸        | گینه                   | ۳۲۳                                  | ۸۱۶                                    | ۳۹٫۵۸                     | ۶٬۰۷۷                 |
| ۱۵۹        | گینه بیسائو            | ۲۹۶                                  | ۷۰۱                                    | ۴۲٫۲۳                     | ۹۰۹                   |
| ۱۶۰        | چاد                    | ۲۹۴                                  | ۷۳۵                                    | ۴۰٫۰۰                     | ۶٬۳۱۹                 |
| ۱۶۱        | افغانستان              | ۲۹۰                                  | ۶۴۳                                    | ۴۵٫۱۰                     | ۱۶٬۲۴۵                |
| ۱۶۲        | اوگاندا                | ۲۸۷                                  | ۷۱۰                                    | ۴۰٫۴۲                     | ۱۷٬۹۴۱                |
| ۱۶۳        | رواندا                 | ۲۵۴                                  | ۶۶۰                                    | ۳۸٫۴۸                     | ۶٬۱۲۳                 |
| ۱۶۴        | سودان                  | ۲۳۱                                  | ۵۳۰                                    | ۴۳٫۵۸                     | ۱۹٬۸۴۶                |
| ۱۶۵        | نیجریه                 | ۲۰۸                                  | ۱٬۵۷۲                                  | ۱۳٫۲۳                     | ۸۸٬۲۶۴                |
| ۱۶۶        | موزامبیک               | ۲۰۱                                  | ۴۸۲                                    | ۴۱٫۷۰                     | ۱۳٬۳۶۰                |
| ۱۶۷        | ماداگاسکار             | ۱۷۹                                  | ۴۳۲                                    | ۴۱٫۴۴                     | ۱۲٬۴۷۱                |
| ۱۶۸        | سیرالئون               | ۱۵۳                                  | ۳۵۵                                    | ۴۳٫۱۰                     | ۳٬۵۹۶                 |
| ۱۶۹        | قزاقستان               | ۱۵۲                                  | ۵٬۱۲۲                                  | ۲٫۹۷                      | ۱۲٬۰۸۶                |
| ۱۷۰        | بوروندی                | ۱۴۲                                  | ۳۲۱                                    | ۴۴٫۲۴                     | ۴٬۹۷۲                 |
| ۱۷۱        | کنگو                   | ۱۲۳                                  | ۳۳۱                                    | ۳۷٫۱۶                     | ۳۵٬۸۶۹                |
| ۱۷۲        | اتیوپی                 | ۷۸                                   | ۱۶۷                                    | ۴۶٫۷۱                     | ۵۱٬۰۳۶                |
| ۱۷۳        | مالاوی                 | ۵۴                                   | ۱۴۱                                    | ۳۸٫۳۰                     | ۸٬۴۹۳                 |
| ۱۷۴        | اوکراین                | ۴۰                                   | ۱٬۵۶۳                                  | ۲٫۵۶                      | ۳۵٬۲۶۷                |